# Чорногорія на літніх Олімпійських іграх 2016
Чорногорія на літніх Олімпійських іграх 2016 була представлена 34 спортсменами в 7 видах спорту. Жодної медалі олімпійці Чорногорії не завоювали.

## Легка атлетика
Легенда
- Note – для трекових дисциплін місце вказане лише для забігу, в якому взяв участь спортсмен
- Q = пройшов у наступне коло напряму
- q = пройшов у наступне коло за добором (для трекових дисциплін - найшвидші часи серед тих, хто не пройшов напряму; для технічних дисциплін - увійшов до визначеної кількості фіналістів за місцем якщо напряму пройшло менше спортсменів, ніж визначена кількість)
- NR = Національний рекорд
- N/A = Коло відсутнє у цій дисципліні
- Bye = спортсменові не потрібно змагатися у цьому колі

Трекові і шосейні дисципліни
| Спортсмен          | Дисципліна               | Фінал     | Фінал |
| Спортсмен          | Дисципліна               | Результат | Місце |
| ------------------ | ------------------------ | --------- | ----- |
| Сладжана Перунович | марафонський біг (жінки) | DNF       | DNF   |

Технічні дисципліни
| Спортсмен       | Дисципліна               | Кваліфікація       | Кваліфікація | Фінал              | Фінал           |
| Спортсмен       | Дисципліна               | Результат у метрах | Місце        | Результат у метрах | Місце           |
| --------------- | ------------------------ | ------------------ | ------------ | ------------------ | --------------- |
| Даніель Фуртула | метання диска (чоловіки) | НС                 | —            | Завершив виступ    | Завершив виступ |

## Гандбол
Підсумок
Легенда:
- ET – Після додаткового часу
- P – долю матчу вирішила серія післяматчевих пенальті.

| Команда            | Дисципліна     | Груповий етап      | Груповий етап      | Груповий етап      | Груповий етап      | Груповий етап      | Груповий етап | Чвертьфінал        | Півфінал           | Фінал / БМ         | Фінал / БМ |
| Команда            | Дисципліна     | Суперник Результат | Суперник Результат | Суперник Результат | Суперник Результат | Суперник Результат | Місце         | Суперник Результат | Суперник Результат | Суперник Результат | Місце      |
| ------------------ | -------------- | ------------------ | ------------------ | ------------------ | ------------------ | ------------------ | ------------- | ------------------ | ------------------ | ------------------ | ---------- |
| Montenegro women's | жіночий турнір | Іспанія L 19–25    | Ангола L 25–27     | Румунія L 21–25    | Норвегія L 19–28   | Бразилія L 23–29   | 6             | Завершила виступ   | Завершила виступ   | Завершила виступ   | 11         |

### Жіночий турнір
Склад команди
Головний тренер: Драган Аджич
| №  | Поз. | Ім'я               | Дата народження (вік)            | Зріст  | Ігри | Голи | Клуб                    |
| -- | ---- | ------------------ | -------------------------------- | ------ | ---- | ---- | ----------------------- |
| 1  | GK   | Марина Вукчевич    | 24 серпня 1993 (вік 22 роки)     | 1.78 m | 90   | 0    | Metz Handball           |
| 2  | RW   | Радміла Мілянич    | 19 квітня 1988 (вік 28 років)    | 1.57 m | 127  | 180  | Budućnost               |
| 4  | RW   | Йованка Радічевич  | 23 жовтня 1986 (вік 29 років)    | 1.69 m | 134  | 709  | Vardar                  |
| 9  | LB   | Джурджина Яукович  | 24 лютого 1997 (вік 19 років)    | 1.85 m | 31   | 67   | Budućnost               |
| 10 | CB   | Анджела Булатович  | 15 січня 1987 (вік 29 років)     | 1.75 m | 117  | 176  | Érd                     |
| 15 | RB   | Андреа Кліковац    | 5 травня 1991 (вік 25 років)     | 1.74 m | 50   | 20   | Vardar                  |
| 17 | LB   | Бояна Попович      | 20 листопада 1979 (вік 36 років) | 1.85 m | 49   | 195  | Budućnost               |
| 22 | GK   | Соня Бар'яктарович | 11 вересня 1986 (вік 29 років)   | 1.80 m | 129  | 0    | Bursa Osmangazi Bld. SK |
| 32 | RB   | Катаріна Булатович | 15 листопада 1984 (вік 31 рік)   | 1.86 m | 69   | 397  | Budućnost               |
| 66 | P    | Ема Рамусович      | 28 листопада 1996 (вік 19 років) | 1.82 m | 29   | 20   | Budućnost               |
| 77 | LW   | Майда Мехмедович   | 25 травня 1990 (вік 26 років)    | 1.69 m | 95   | 213  | CSM București           |
| 88 | LW   | Біляна Павичевич   | 12 травня 1988 (вік 28 років)    | 1.70 m | 51   | 71   | Budućnost               |
| 90 | LB   | Мілена Кнежевич    | 12 березня 1990 (вік 26 років)   | 1.78 m | 122  | 350  | Budućnost               |
| 92 | P    | Сузана Лазович     | 28 січня 1992 (вік 24 роки)      | 1.76 m | 92   | 105  | Budućnost               |

Груповий етап
| М  | Команда    | І | В | Н | П | МЗ  | МП  | РМ  | О |
| -- | ---------- | - | - | - | - | --- | --- | --- | - |
| 1. | Бразилія   | 5 | 4 | 0 | 1 | 138 | 117 | +21 | 8 |
| 2. | Норвегія   | 5 | 4 | 0 | 1 | 141 | 121 | +20 | 8 |
| 3. | Іспанія    | 5 | 3 | 0 | 2 | 125 | 116 | +9  | 6 |
| 4. | Ангола     | 5 | 2 | 0 | 3 | 116 | 128 | −12 | 4 |
| 5. | Румунія    | 5 | 2 | 0 | 3 | 108 | 119 | −11 | 4 |
| 6. | Чорногорія | 5 | 0 | 0 | 5 | 107 | 134 | −27 | 0 |

| 6 серпня 2016 16:40 UTC-3 | Звіт | Чорногорія                        | 19:25 | Іспанія       |  |
| 6 серпня 2016 16:40 UTC-3 | Звіт | Рахунок по половинах: 10:14, 9:11 |       |               |  |
| 6 серпня 2016 16:40 UTC-3 | Звіт | Булатович 5                       | Голи  | 4 гравці по 4 |  |

| 8 серпня 2016 21:50 UTC-3 | Звіт | Ангола                             | 27:25 | Чорногорія  |  |
| 8 серпня 2016 21:50 UTC-3 | Звіт | Рахунок по половинах: 12:12, 15:13 |       |             |  |
| 8 серпня 2016 21:50 UTC-3 | Звіт | Жуало 7                            | Голи  | Булатович 9 |  |

| 10 серпня 2016 11:30 UTC-3 | Звіт | Румунія                           | 25:21 | Чорногорія  |  |
| 10 серпня 2016 11:30 UTC-3 | Звіт | Рахунок по половинах: 11:9, 14:12 |       |             |  |
| 10 серпня 2016 11:30 UTC-3 | Звіт | Нягу 10                           | Голи  | Булатович 9 |  |

| 12 серпня 2016 16:40 UTC-3 | Звіт | Чорногорія                        | 19:28 | Норвегія |  |
| 12 серпня 2016 16:40 UTC-3 | Звіт | Рахунок по половинах: 11:16, 8:12 |       |          |  |
| 12 серпня 2016 16:40 UTC-3 | Звіт | Яукович 5                         | Голи  | Мерк 6   |  |

| 14 серпня 2016 09:30 UTC-3 | Звіт | Чорногорія                         | 23:29 | Бразилія |  |
| 14 серпня 2016 09:30 UTC-3 | Звіт | Рахунок по половинах: 10:12, 13:17 |       |          |  |
| 14 серпня 2016 09:30 UTC-3 | Звіт | Павілевич 6                        | Голи  | Белу 6   |  |

## Дзюдо
| Спортсмен         | Категорія           | 1/32 фіналу        | 1/16 фіналу              | 1/8 фіналу         | Чвертьфінали       | Півфінали          | Втішний поєдинок   | Фінал / БМ         | Фінал / БМ      |
| Спортсмен         | Категорія           | Суперник Результат | Суперник Результат       | Суперник Результат | Суперник Результат | Суперник Результат | Суперник Результат | Суперник Результат | Місце           |
| ----------------- | ------------------- | ------------------ | ------------------------ | ------------------ | ------------------ | ------------------ | ------------------ | ------------------ | --------------- |
| Срджан Мрвальєвіч | до 81 кг (чоловіки) | Bye                | Думініке (MDA) L 000–002 | Завершив виступ    | Завершив виступ    | Завершив виступ    | Завершив виступ    | Завершив виступ    | Завершив виступ |

## Вітрильний спорт
| Спортсмен     | Дисципліна | Заплив | Заплив | Заплив | Заплив | Заплив | Заплив | Заплив | Заплив | Заплив | Заплив | Заплив | Бали | Підсумкове місце |
| Спортсмен     | Дисципліна | 1      | 2      | 3      | 4      | 5      | 6      | 7      | 8      | 9      | 10     | M*     | Бали | Підсумкове місце |
| ------------- | ---------- | ------ | ------ | ------ | ------ | ------ | ------ | ------ | ------ | ------ | ------ | ------ | ---- | ---------------- |
| Мілівой Дукич | Лазер      | 12     | 26     | 35     | 24     | 33     | 19     | 32     | 34     | 33     | 29     | EL     | 232  | 29               |

M = Медальний заплив; EL = Вибув – не потрапив до медального запливу

## Плавання
| Спортсмен     | Дисципліна                          | Попередній заплив | Попередній заплив | Півфінал         | Півфінал         | Фінал            | Фінал            |
| Спортсмен     | Дисципліна                          | Час               | Місце             | Час              | Місце            | Час              | Місце            |
| ------------- | ----------------------------------- | ----------------- | ----------------- | ---------------- | ---------------- | ---------------- | ---------------- |
| Максім Ініч   | 50 метрів вільним стилем (чоловіки) | 23.88             | 51                | Завершив виступ  | Завершив виступ  | Завершив виступ  | Завершив виступ  |
| Йована Терзіч | 100 метрів вільним стилем (жінки)   | 59.59             | 42                | Завершила виступ | Завершила виступ | Завершила виступ | Завершила виступ |

## Теніс
| Спортсмен     | Дисципліна               | 1/32 фіналу          | 1/16 фіналу        | 1/8 фіналу         | Чвертьфінали       | Півфінали          | Фінал / БМ         | Фінал / БМ       |
| Спортсмен     | Дисципліна               | Суперник Результат   | Суперник Результат | Суперник Результат | Суперник Результат | Суперник Результат | Суперник Результат | Місце            |
| ------------- | ------------------------ | -------------------- | ------------------ | ------------------ | ------------------ | ------------------ | ------------------ | ---------------- |
| Danka Kovinić | одиночний розряд (жінки) | Кіз (USA) L 3–6, 3–6 | Завершила виступ   | Завершила виступ   | Завершила виступ   | Завершила виступ   | Завершила виступ   | Завершила виступ |

## Водне поло
Підсумок
Легенда:
- FT – Після основного часу.
- P – Долю матчу вирішила серія післяматчевих пенальті.

| Команда          | Дисципліна       | Груповий етап      | Груповий етап      | Груповий етап      | Груповий етап      | Груповий етап      | Груповий етап | Чвертьфінал             | Півфінал           | Фінал / БМ         | Фінал / БМ |
| Команда          | Дисципліна       | Суперник Результат | Суперник Результат | Суперник Результат | Суперник Результат | Суперник Результат | Місце         | Суперник Результат      | Суперник Результат | Суперник Результат | Місце      |
| ---------------- | ---------------- | ------------------ | ------------------ | ------------------ | ------------------ | ------------------ | ------------- | ----------------------- | ------------------ | ------------------ | ---------- |
| Montenegro men's | чоловічий турнір | Франція W 7–4      | Хорватія L 7–8     | Італія L 5–6       | США W 8–5          | Іспанія D 9–9      | 4             | Угорщина W 4–2P FT: 9–9 | Хорватія L 8–12    | Італія L 10–12     | 4          |

### Чоловічий турнір
Склад команди
Головний тренер: Владимир Гойкович
| №  | Ім'я               | Поз. | Зріст  | Вага   | Дата народження  | Клуб на 2016 рік  |
| -- | ------------------ | ---- | ------ | ------ | ---------------- | ----------------- |
| 1  | Здравко Радич      | В    | 193 см | 96 кг  | 24 червня 1979   | Lazio             |
| 2  | Драшко Бргулян     | З    | 194 см | 92 кг  | 27 грудня 1984   | Orvosegyetem      |
| 3  | Вєкослав Паскович  | З    | 180 см | 86 кг  | 23 березня 1985  | Galatasaray       |
| 4  | Антоніо Петрович   | ЦН   | 193 см | 98 кг  | 24 вересня 1982  | Primorje Rijeka   |
| 5  | Дарко Бргулян      | ЦБ   | 180 см | 97 кг  | 5 листопада 1990 | Canottieri Napoli |
| 6  | Александар Радович | З    | 191 см | 98 кг  | 24 лютого 1987   | Waspo Hannover    |
| 7  | Младжан Янович     | З    | 180 см | 97 кг  | 11 червня 1984   | Galatasaray       |
| 8  | Урош Чучкович      | З    | 199 см | 101 кг | 25 квітня 1990   | Eger              |
| 9  | Александар Івович  | ЦБ   | 197 см | 107 кг | 24 лютого 1986   | Pro Recco         |
| 10 | Саша Мішич         | ЦН   | 198 см | 109 кг | 27 березня 1987  | Kinef Kirishi     |
| 11 | Філіп Кліковач     | ЦН   | 190 см | 118 кг | 7 лютого 1989    | Posillipo         |
| 12 | Предраг Йокич (c)  | ЦБ   | 188 см | 102 кг | 3 лютого 1983    | Waspo Hannover    |
| 13 | Мілош Щепанович    | В    | 185 см | 86 кг  | 9 жовтня 1982    | Galatasaray       |

Груповий етап
| М  | Команда    | І | В | Н | П | МЗ | МП | РМ  | О |
| -- | ---------- | - | - | - | - | -- | -- | --- | - |
| 1. | Іспанія    | 5 | 3 | 1 | 1 | 46 | 35 | +11 | 7 |
| 2. | Хорватія   | 5 | 3 | 0 | 2 | 37 | 37 | 0   | 6 |
| 3. | Італія     | 5 | 3 | 0 | 2 | 40 | 41 | −1  | 6 |
| 4. | Чорногорія | 5 | 2 | 1 | 2 | 36 | 32 | +4  | 5 |
| 5. | США        | 5 | 2 | 0 | 3 | 35 | 35 | 0   | 4 |
| 6. | Франція    | 5 | 1 | 0 | 4 | 28 | 42 | −14 | 2 |

| 6 серпня 2016 19:30 | протокол | Франція                                  | 4 – 7 | Чорногорія | Водний центр Марії Ленк, Ріо-де-Жанейро |
| 6 серпня 2016 19:30 | протокол | Рахунок за періодами: 0-2, 0-3, 1-0, 3-2 |       |            | Водний центр Марії Ленк, Ріо-де-Жанейро |
| 6 серпня 2016 19:30 | протокол | 4 гравці по 1                            | Голів | Радович 3  | Водний центр Марії Ленк, Ріо-де-Жанейро |

| 8 серпня 2016 11:40 | протокол | Хорватія                                 | 8 – 7 | Чорногорія    | Водний центр Марії Ленк, Ріо-де-Жанейро |
| 8 серпня 2016 11:40 | протокол | Рахунок за періодами: 2–2, 2–1, 1–2, 3–2 |       |               | Водний центр Марії Ленк, Ріо-де-Жанейро |
| 8 серпня 2016 11:40 | протокол | 3 гравці по 2                            | Голів | 2 гравці по 2 | Водний центр Марії Ленк, Ріо-де-Жанейро |

| 10 серпня 2016 13:00 | протокол | Чорногорія                               | 5 – 6 | Італія       | Водний центр Марії Ленк, Ріо-де-Жанейро |
| 10 серпня 2016 13:00 | протокол | Рахунок за періодами: 1–2, 1–1, 0–1, 1–2 |       |              | Водний центр Марії Ленк, Ріо-де-Жанейро |
| 10 серпня 2016 13:00 | протокол | Івович 2                                 | Голів | Ді Фульвіо 3 | Водний центр Марії Ленк, Ріо-де-Жанейро |

| 12 серпня 2016 10:20 | протокол | США                                      | 5 – 8 | Чорногорія | Водний центр Марії Ленк, Ріо-де-Жанейро |
| 12 серпня 2016 10:20 | протокол | Рахунок за періодами: 1–2, 0–0, 2–2, 2–4 |       |            | Водний центр Марії Ленк, Ріо-де-Жанейро |
| 12 серпня 2016 10:20 | протокол | Самуельс 2                               | Голів | Бргульян 2 | Водний центр Марії Ленк, Ріо-де-Жанейро |

| 14 серпня 2016 15:30 | протокол | Чорногорія                               | 9 – 9 | Іспанія  | Водний центр Марії Ленк, Ріо-де-Жанейро |
| 14 серпня 2016 15:30 | протокол | Рахунок за періодами: 2–2, 3–2, 2–4, 2–1 |       |          | Водний центр Марії Ленк, Ріо-де-Жанейро |
| 14 серпня 2016 15:30 | протокол | 3 гравці по 2                            | Голів | Моліна 2 | Водний центр Марії Ленк, Ріо-де-Жанейро |

Чвертьфінал
| 16 серпня 2016 11:00 | протокол | Угорщина                                         | 9 – 9 | Чорногорія | Водний центр Марії Ленк, Ріо-де-Жанейро |
| 16 серпня 2016 11:00 | протокол | Рахунок за періодами: 1–2, 2–3, 3–3, 3–1 ДЧ: 2–4 |       |            | Водний центр Марії Ленк, Ріо-де-Жанейро |
| 16 серпня 2016 11:00 | протокол | Балаж, Вамош 3                                   | Голів | Івович 3   | Водний центр Марії Ленк, Ріо-де-Жанейро |

Півфінал
| 18 серпня 2016 12:20 | протокол | Чорногорія                               | 8 – 12 | Хорватія | Водний центр Марії Ленк, Ріо-де-Жанейро |
| 18 серпня 2016 12:20 | протокол | Рахунок за періодами: 3–4, 2–3, 1–1, 2–4 |        |          | Водний центр Марії Ленк, Ріо-де-Жанейро |
| 18 серпня 2016 12:20 | протокол | Бргульян, Івович 3                       | Голів  | Бушлє 4  | Водний центр Марії Ленк, Ріо-де-Жанейро |

Матч за бронзову медаль
| 20 серпня 2016 13:00 | протокол | Чорногорія                               | 10 – 12 | Італія     | Водний центр Марії Ленк, Ріо-де-Жанейро |
| 20 серпня 2016 13:00 | протокол | Рахунок за періодами: 1–2, 3–3, 2–4, 4–3 |         |            | Водний центр Марії Ленк, Ріо-де-Жанейро |
| 20 серпня 2016 13:00 | протокол | Янович 3                                 | Голів   | Прешутті 4 | Водний центр Марії Ленк, Ріо-де-Жанейро |